# Lotus 2-Eleven
El Lotus 2-Eleven es un automóvil deportivo producido en Gran Bretaña por la marca inglesa Lotus desde 2007 hasta 2011.

## Utilización
Este coche biplaza es utilizado en numerosas concentraciones de aficionados a la marca Lotus. Algunas de las concentraciones más importantes de este tipo se desenvuelven en circuitos ingleses.
El coche tiene ciertos parecidos con el Lotus Exige S en piezas como los faros, o los guardabarros delanteros, que también son característicos de la marca Lotus en general.
- Datos: Q644770
- Multimedia: Lotus 2-Eleven / Q644770